# Marlène Petit
Pour les articles homonymes, voir Petit.
Marlène Petit, née le 1er avril 1991, est une coureuse cycliste française, spécialiste du cyclo-cross.

## Palmarès en cyclo-cross
- 2012-2013
  - 3e de la Coupe de France
- 2013-2014
  - 3e de la Coupe de France
- 2014-2015
  - Coupe de France :
    - Classement général
    - Coupe de France de cyclo-cross #1, Besançon

  - Radcross Illnau, Illnau-Effretikon
  - 2e de EKZ Tour #3, Hittnau
- 2015-2016
  - 3e de la Coupe de France
- 2016-2017
  - Classement général de la Coupe de France
    - Coupe de France de cyclo-cross #1, Gervans
    - Coupe de France de cyclo-cross #2, Bagnoles-de-l'Orne[2]
- 2017-2018
  - 3e du championnat de France
  - 9e du championnat du monde de cyclo-cross
- 2018-2019
  - Classement général de la Coupe de France
    - Coupe de France de cyclo-cross #2, Pierric
    - Coupe de France de cyclo-cross #3, Flamanville

  - Cyclocross de Jablines, Jablines
  - Troyes Cyclocross International, Troyes
  - 2e du championnat de France
- 2019-2020
  - 2e de la Coupe de France
  - 3e de l'EKZ CrossTour
  - 10e du championnat du monde de cyclo-cross